# Banareia armata
Banareia armata is een krabbensoort uit de familie van de Xanthidae. De wetenschappelijke naam van de soort werd in 1869 voor het eerst geldig gepubliceerd door Alphonse Milne-Edwards.